# Taylor Momsen
Pour les articles homonymes, voir Momsen.

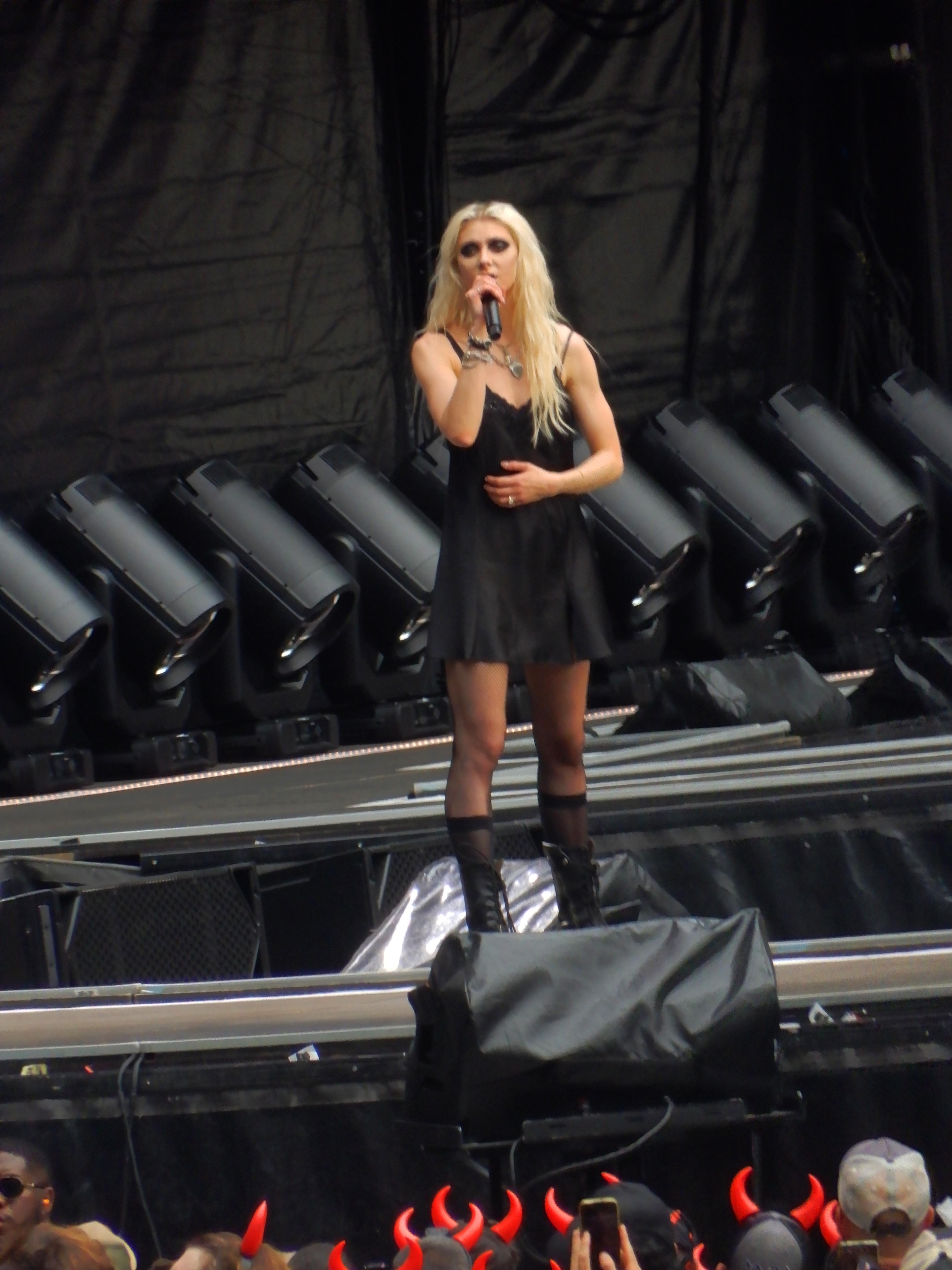
Taylor Momsen au Stade de France en première partie d'AC/DC le 13 août 2025.

Taylor Michel Momsen est une chanteuse et musicienne américaine de rock, ex-actrice et mannequin née le 26 juillet 1993 à Saint-Louis dans le Missouri (États-Unis). 
Elle est connue pour être la leader du groupe de rock The Pretty Reckless ainsi que pour avoir joué le rôle de Cindy Lou dans Le Grinch et celui de Jenny Humphrey dans Gossip Girl.

## Biographie

### Jeunesse
Taylor Momsen est née à Saint-Louis dans le Missouri, où elle reçoit une éducation très religieuse à l'école primaire Our Lady of Lourdes Catholic School puis à Herbert Hoover Middle School à Potomac, dans le Maryland. Elle a étudié la danse au Center of Creative Arts à Saint-Louis.
Ses parents, Mickael et Colette, l'inscrivent, très jeune, dans une agence professionnelle, Ford Models, où elle commence à se faire connaître. « Mes parents ont signé un contrat pour moi avec Ford quand j'avais deux ans. Personne ne veut travailler à deux ans, mais je n'ai pas eu le choix. Toute ma vie, un coup j'étais à l'école, un coup je n'y étais plus. Je n'avais pas d'amis. Je travaillais tout le temps et je n'avais pas de vraie vie. »
Elle a une sœur, de trois ans sa cadette, Sloane, qui est aussi actrice. Elle tient son amour de la musique rock de son père, qui possédait de nombreux vinyles. 
Bien qu'elle cite souvent comme son premier concert de rock celui des White Stripes auquel elle a assisté enfant (âgée de 7 ans) et qui lui a révélé sa vocation de chanteuse, son véritable premier concert est celui de Chuck Berry au Blueberry Hill de Saint-Louis, alors qu'elle avait 5 ou 6 ans.  
Elle a écrit ses premières chansons à 5 ans et a commencé à jouer de la guitare à 8 ans (son tout premier morceau appris étant Smoke on the Water du groupe Deep Purple) et a passé l'équivalent du baccalauréat à 15 ans. Après l'avoir obtenu, elle tenta de suivre des cours à l'université Professional Performing Arts School à Manhattan (où son ami Connor Paolo étudiait), en parallèle du tournage de Gossip Girl et de l'enregistrement — nocturne — de l'album Light Me Up, mais n'y parvenant pas, elle décida d'arrêter ses études.
Son nom est inscrit sur la liste du California Child Actor's Bill (Coogan Act).

### Carrière d'actrice

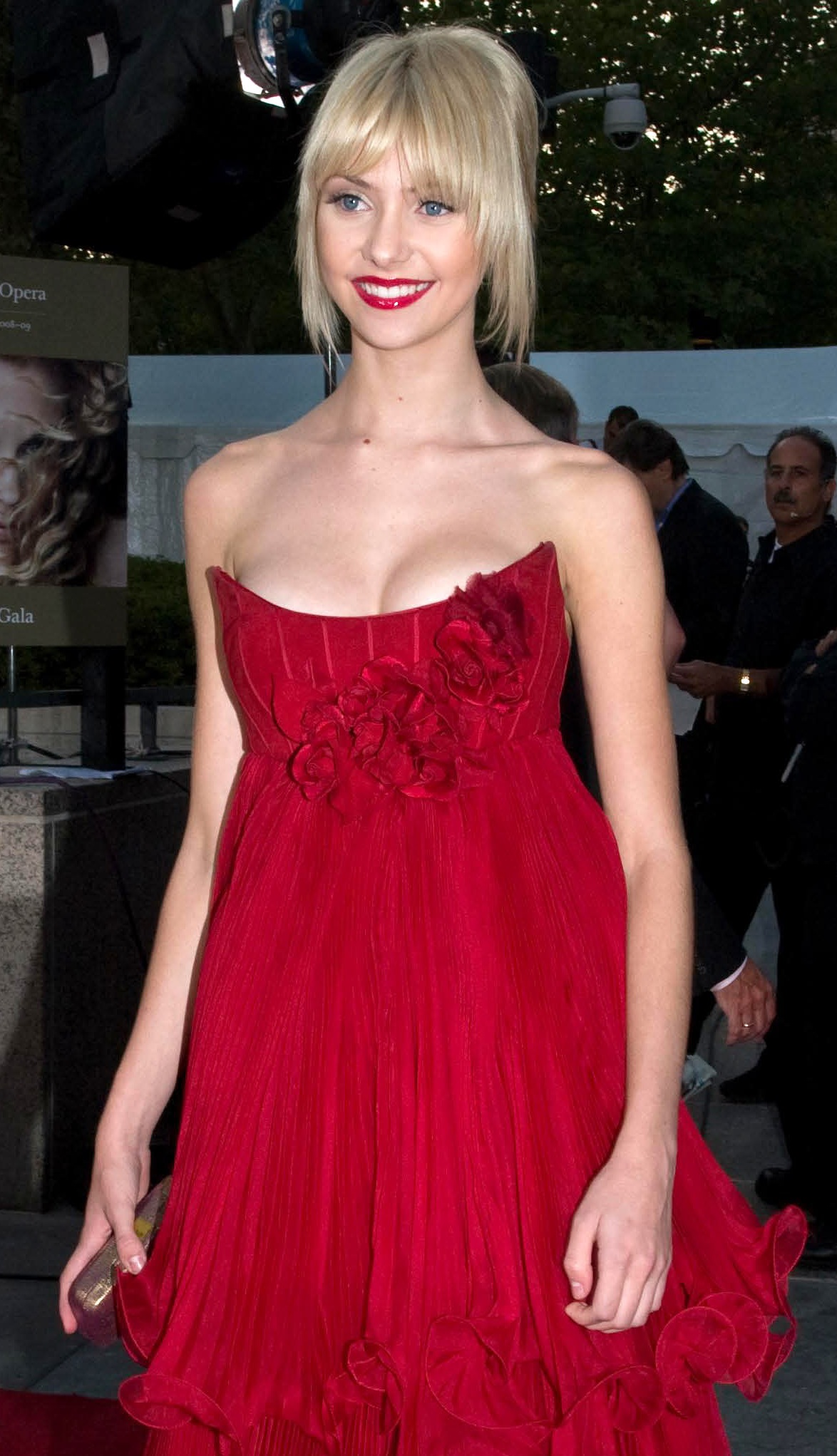
Taylor Momsen au Metropolitan Opera en 2008

Taylor Momsen a fait ses premiers pas devant une caméra à l’âge de 3 ans en tournant dans une publicité pour Shake 'N' Bake. 
En 1999, elle obtient un petit rôle dans la saison 2 de la série Demain à la une. En 2000, elle fait ses débuts au cinéma en donnant la réplique à Jim Carrey dans le film Le Grinch. Elle y incarne la petite Cindy Lou, personnage qui fera sortir le Grinch de son antre. Elle enchaîne les petits rôles dans des films pour ados d’abord dans Hansel et Gretel puis dans Spy Kids 2 : Espions en herbe en 2003. On lui préfère Miley Cyrus lors de l'audition pour Hannah Montana, choix dont elle se sent aujourd'hui chanceuse.
Mais c’est en 2007 qu’elle sort véritablement de l’ombre en obtenant l’un des rôles principaux dans la série Gossip Girl, celui de la petite Jenny Humphrey qu'elle incarnera pendant quatre saisons. Toujours en 2007, elle est également à l’affiche de Paranoid Park, un film de Gus Van Sant racontant l’histoire d’un skateur qui tue accidentellement un agent de sécurité près d'un skatepark mal famé, primé à Cannes.
En 2008, elle joue dans Underdog de Walt Disney. 
En août 2011, elle déclare au magazine Elle qu'elle souhaite arrêter sa carrière d'actrice pour se consacrer à son groupe.
En 2012, elle fait une apparition dans Gossip Girl pour la fin de la dernière saison, dans le rôle de Jenny Humphrey,.

### Carrière de mannequin
En 2008, âgée de quatorze ans, elle signe un contrat avec IMG Models,.
En 2009, Taylor devient l'égérie de New Look.
En 2010, elle devient l'égérie de la ligne Material Girl lancée par Madonna et sa fille Lourdes. Le lancement de cette collection a eu lieu le 3 août 2010 au Macy's à New York. Cette même année, Taylor résilie son contrat avec l'agence IMG Models. La raison serait qu'elle ne voulait plus continuer dans le monde du mannequinat et qu'elle aurait décidé d'arrêter cette collaboration qui durait depuis deux ans. Madonna et sa fille Lourdes ont donc choisi Kelly Osbourne pour la deuxième année de la ligne de vêtements. 
En janvier 2010, la marque Victoria's Secret utilise l'image de Taylor pour promouvoir son parfum Love Rocks. La mannequin est alors présent au lancement du produit au magasin Victoria's Secret, où ont été installés des guitares électriques et autres éléments rock'n'roll pour l'occasion, à New York City.  
Le 24 juillet 2010, Taylor devient l'égérie du parfum « Parlez moi d'amour » de John Galliano, elle tourne alors une publicité accompagnée d'une chanson de son groupe. Galliano organise pour le lancement de sa fragrance une soirée privée au célèbre restaurant parisien Lapérouse, et permet au groupe, The Pretty Reckless, de jouer un mini-concert sur les quais de la Seine,. 
Toujours en 2010, elle est élue Icône de la mode aux Elle Style Awards.  
Elle est aussi l'égérie de Samantha Thavasa, couturière de sous-vêtements et créatrice de sacs à mains japonaise,. Elle réalise plusieurs photoshoots et conférences de presse au Japon pour cette dernière, et publicités. Elle en a réalisé une avec la célébrité Tomomi Itano, dans laquelle on les voit se heurter avec leurs sacs à mains, jusqu'à ce que Taylor attire sans un mot Tomomi à l'intérieur d'une voiture.
En 2013, elle signe pour un contrat de mannequinat avec Next Model Management, qui compte déjà dans ses rangs des artistes tels que Lana Del Rey ou Pharrell Williams.

### Carrière musicale

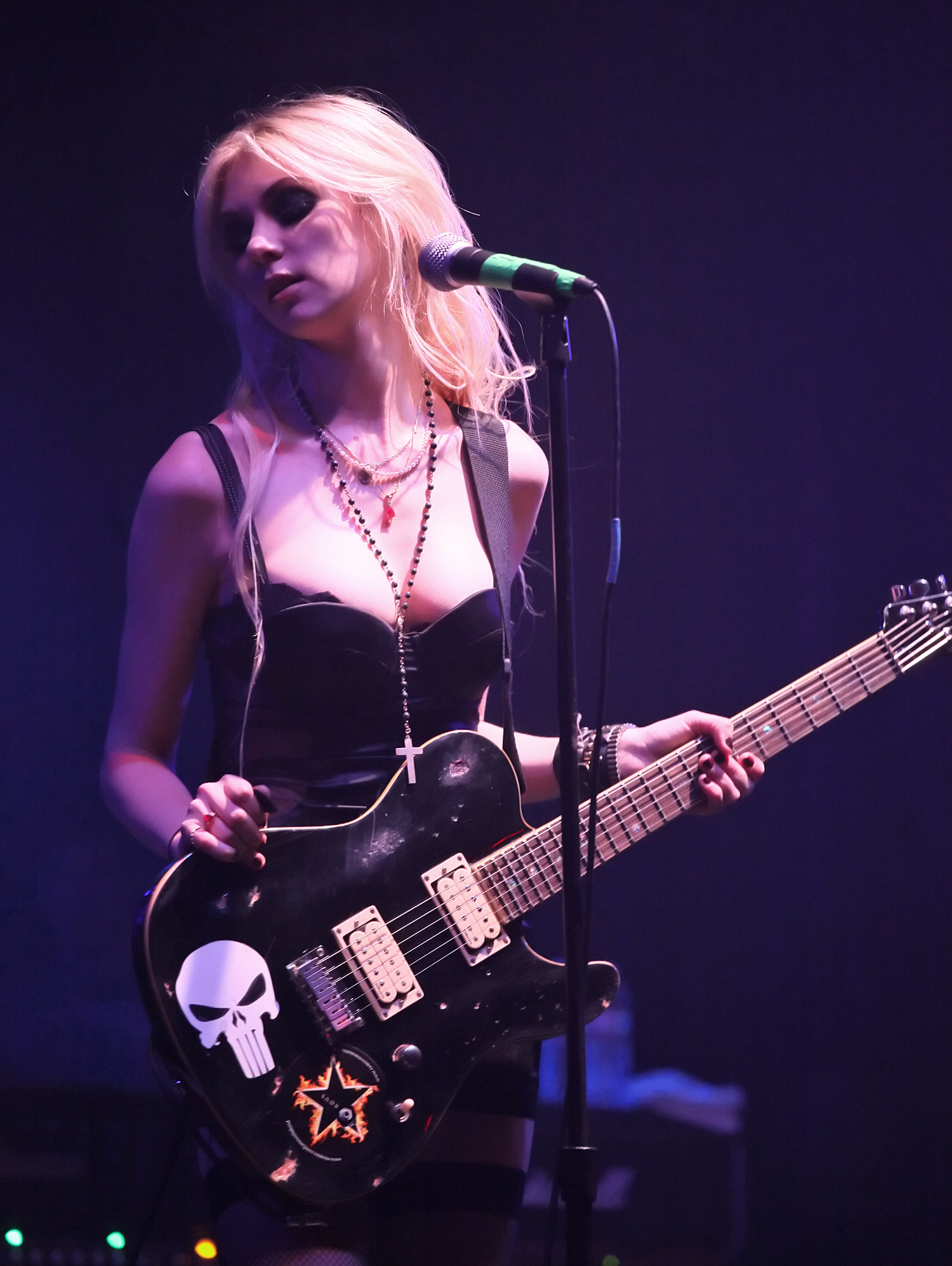
Taylor Momsen sur scène en avril 2010

À cinq ans, Taylor Momsen enregistre sa première chanson Christmas, Why Can't I Find You? pour le film Le Grinch et en 2002 les chansons One Small Voice and Rudolph The Red-Nosed Reindeer pour un album compilation, School's Out! Christmas.
Elle déclara en 2010 : « Je ne peux être moi-même qu'avec la musique [...] Jouer [en tant qu'actrice] est facile. Je l'ai fait si longtemps, et j'aime vraiment cela. Mais tu joues un personnage, ce n'est pas toi ». 
C'est une chanteuse mezzo-soprano dramatique, c'est-à-dire une mezzo-soprano au timbre puissant et grave. 
En 2009, elle forme son propre groupe de rock The Pretty Reckless. Elle a dû changer deux fois les membres de son groupe (soit pour la première partie de The Veronicas) car les premiers musiciens étaient seulement des amis venus l'aider pour les débuts. À la fin de la tournée 2009, Kato Khandwala lui fait prendre contact avec le guitariste Ben Phillips, avec qui elle composa des chansons telles que Zombie ou Light me up, puis ils fondèrent le groupe. Ben, Jamie et Mark sont les actuels musiciens. En 2010, le premier single du groupe sort et la chanson Make Me Wanna Die fait partie de la bande originale du film Kick-Ass. L'album Light Me Up sort en 2010.  
De l'été 2011 à novembre 2011, The Pretty Reckless font la première partie de la tournée de Evanescence. À partir du mois de novembre 2011, le groupe fait la première partie de Guns N' Roses. En 2012, le groupe fait la première partie de Marilyn Manson. 
Le magazine Oakland Press écrit « à moitié Kurt Cobain, à moitié Janis Joplin, Momsen a montré de sérieuses capacités vocales et un imposant charisme sur scène [...] » après le concert du groupe à Détroit le 10 novembre 2016. 
Dans de nombreuses interviews, Taylor cite les Beatles, The Who, Led Zeppelin, Soundgarden, Audioslave, Oasis, Guns N' Roses, Marilyn Manson et plusieurs autres comme faisant partie de ses influences musicales,.
Elle se considère écrivaine, soutenant qu'elle n'a « jamais été une actrice ». Elle ajoute : « La musique, l'écriture et l'expression personnelle, c'est tout ce que je fais, c'est pourquoi je dis être un écrivain. Écrire est la chose que je fais le plus et qui me garde saine d'esprit ».
Le chanteur Chris Cornell, des groupes Soundgarden, Temple of the dog et Audioslave, est l'une de ses plus grandes influences.  Alors que le groupe est, pour la seconde fois (2014 et 2017) en tournée avec Soundgarden, le chanteur se suicide par pendaison dans la nuit du 17 au 18 mai 2017, soir du dernier concert commun aux deux groupes, à Détroit. The Pretty Reckless annule alors plusieurs concerts puis fini sa tournée, jouant une version acoustique de la chanson Like a stone en hommage à Cornell, le 20 mai 2017 lors d'un concert dans le New Jersey, la chanteuse retenant ses larmes. Elle raconte plus tard la dernière conversation qu'elle a eu en privé avec Cornell, peu de temps avant sa mort, sur son compte instagram.
La chanteuse est par la suite très affectée par le décès de Kato Khandwala (en), producteur musical de The Pretty Reckless, qui meurt le 25 avril 2018 à la suite d'un accident de moto. 
Le 4 juillet 2018, pour la fête nationale, elle met à disposition sur internet, sur la chaîne youtube de son groupe, une reprise de la chanson This Land is Your Land de Woody Ghutrie. 

Le soir du 16 janvier 2019, elle participe au concert hommage à Chris Cornell, aux côtés de nombreux artistes tels que les Foo Fighters ou Metallica, au Los Angeles Forum. Le concert, organisé par la Chris Cornell Foundation, dure 5 heures. Taylor Momsen participe au dernier des concerts de la soirée, celui des membres restants de Soundgarden, et chante les chansons Rusty Cage, Drawing Flies et Loud Love,. 

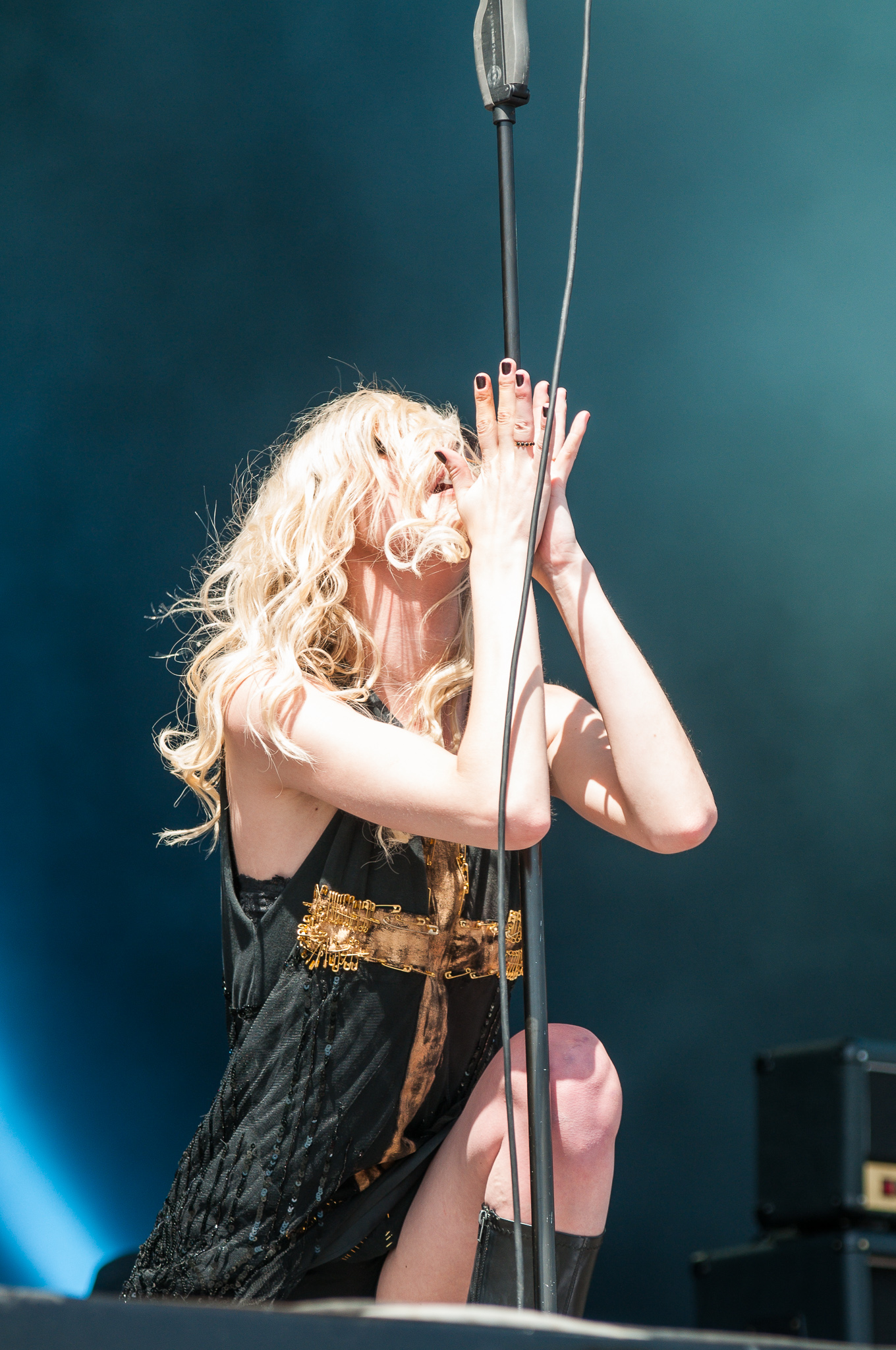
Taylor Momsen au festival Rock im Park, en 2014

### Autres activités
Lorsqu'on lui demande pourquoi elle a subitement arrêté d'être actrice et mannequin, elle répond : « Eh bien, c'est comme si je m'étais réveillée un matin et je me suis dit Oh, j'ai compris, je suis un produit... »
Taylor Momsen apparaît à la fin du clip L.A. Love de la chanteuse Fergie, en 2014. Il s’avérerait que les deux chanteuses aient eu le même imprésario.
Toujours en 2014, elle a affirmé avoir plusieurs idées pour un livre pour enfants. En 2016, elle précise : « Je travaille sur un livre actuellement – pas une autobiographie. »

### Image médiatique
Très controversée par les médias pour ses vêtements, ses actes et ses déclarations ainsi que par les ultra-religieux américains pour la musique de son groupe The Pretty Reckless, Taylor répète ne pas chercher la polémique, évite les tabloïds et cherche à garder sa vie personnelle privée. À la suite de la sortie de son clip Heaven Knows, de l'album Going to Hell, de nombreuses personnes pensent que ses gesticulations dans la vidéo soulignent son satanisme, accusations que Momsen réfute.
Plusieurs médias ont qualifié Taylor Momsen de sex-symbol, avant même sa majorité.

### Vie privée
Taylor Momsen a des origines allemandes. Elle est la fille de Colette et Mickael Momsen, nom courant en Allemagne, au Danemark et en Suède. Son second nom, "Michel", lui a été donné par son père en l'honneur de Mick Jagger, puisqu'elle est née le même jour que le chanteur des Rolling Stones.
Les médias lui ont prêté des liaisons avec Chace Crawford et Nate Weller, le fils du musicien Paul Weller.
La chanteuse a déclaré lors d'interviews qu'elle se faisait toujours frapper par les sœurs avec une règle lorsqu'elle allait à l'école étant plus jeune, en raison de ses jupes considérées trop courtes.
Aussi, elle affirme avoir toujours été très seule lorsqu'elle allait à l'école, n'y restant à chaque fois que pour une semaine avant de repartir en voyage deux mois.
Concernant la religion, elle confie au site Zimbio en mai 2014 : « J'ai grandi en tant que catholique [...] quand j'étais enfant, mais avec le temps j'ai commencé par penser par moi-même [...] Je ne suis pas religieuse du tout. Mais tout le monde a besoin d'une sorte de catharsis [...] pour moi c'est la musique, la musique est ma religion. J'ai vendu mon âme au rock and roll. »
Elle a un problème optique à son œil gauche, ce qui l'empêche de voir correctement de cet œil.
Fin 2016, elle affirme dans une interview vivre dans le Lower East Side (Manhattan) à New-York. Elle affirme aussi avoir plusieurs fois pensé à déménager au Royaume-Uni. Elle dit aussi posséder en Nouvelle-Angleterre une « toute petite maison au milieu de nulle part. C'est "Horrorville", un style à la Stephen King. Aussi loin que possible des gens. »

## Filmographie

### Cinéma
- 1999 : Le Jeu du prophète (sv) (The Prophet's Game) : Honey Bee Swan
- 2000 : Le Grinch (How the Grinch Stole Christmas!) de Ron Howard : Cindy Lou Who
- 2002 : Nous étions soldats (We Were Soldiers) : Julie Moore
- 2002 : Hansel and Gretel (en) de Gary J. Tunnicliffe (en) : Gretel
- 2003 : Spy Kids 2 : Espions en herbe (Spy Kids 2: Island of Lost Dreams) : Alexandra, la fille du président
- 2006 : Saving Shiloh (en) : Samantha Wallace
- 2007 : Paranoid Park de Gus Van Sant : Jennifer
- 2007 : Underdog, chien volant non identifié (Underdog) : Molly
- 2008 : Spy School : Madison Kramer

### Télévision
- 2007-2012 : Gossip Girl (série TV) : Jenny Humphrey

## Discographie

### The Pretty Reckless

#### EPs
Taylor Momsen a enregistré plusieurs de ses chansons en tant que démos lorsqu'elle avait 14-15 ans, telle que Blonde Rebellion, Ugly People, SUS, Blender, ADD, He Loves You, Superhero, etc.